# Catharopeza
Catharopeza is een geslacht van zangvogels uit de familie Amerikaanse zangers (Parulidae).

## Soorten
Het geslacht kent de volgende soort:
- Catharopeza bishopi – Sint-Vincentzanger